# Syncrasis
Syncrasis är ett släkte av steklar som beskrevs av Förster 1862. Syncrasis ingår i familjen bracksteklar.
Kladogram enligt Catalogue of Life och Dyntaxa:
| Syncrasis | \| \| Syncrasis fucicola \| \| \| \| \| \| Syncrasis halidayi \| \| \| \| \| \| Syncrasis talitzkii \| \| \| \| |
|           | \| \| Syncrasis fucicola \| \| \| \| \| \| Syncrasis halidayi \| \| \| \| \| \| Syncrasis talitzkii \| \| \| \| |
|           | Syncrasis fucicola                                                                                              |
|           | |
|           | Syncrasis halidayi                                                                                              |
|           | |
|           | Syncrasis talitzkii                                                                                             |
|           | |